# Вільям Гласдейл
Вільям Гласдейл, також Гільом Гласдел (англ. William Glasdale, фр. Guillaume Clacidas) (нар. невідомо — пом. 6/7 травня 1429) — англійський капітан часів останнього періоду Столітньої війни, в 1424 році отримав звання бальї Алансона. В 1423 р. за наказом Саффолка Гласдейл захопив фортецю Ла-Рош. Брав активну участь в облозі Орлеана (12 жовтня 1428 — 8 травня 1429), один з заступників верховного командувача облогою Томаса Солсбері. З 24 жовтня 1428 року назначен комендантом фортифікаційного і стратегічно важливого укріплення Турель, яке розташовувалося на початку орлеанського моста через Луару. Більше відомий своїми образливими словами на адресу Жанни д'Арк, коли вона звернулася до англійців з вимогою здати свої позиції під Орлеаном, і зупинити кровопролиття Гласдейл назвав її «коровницею та арманьякською повією» чим довів Жанну до сліз. Про особисте життя і походження Вільяма Гласдейла майже не збереглося ніяких даних.

## Життєпис

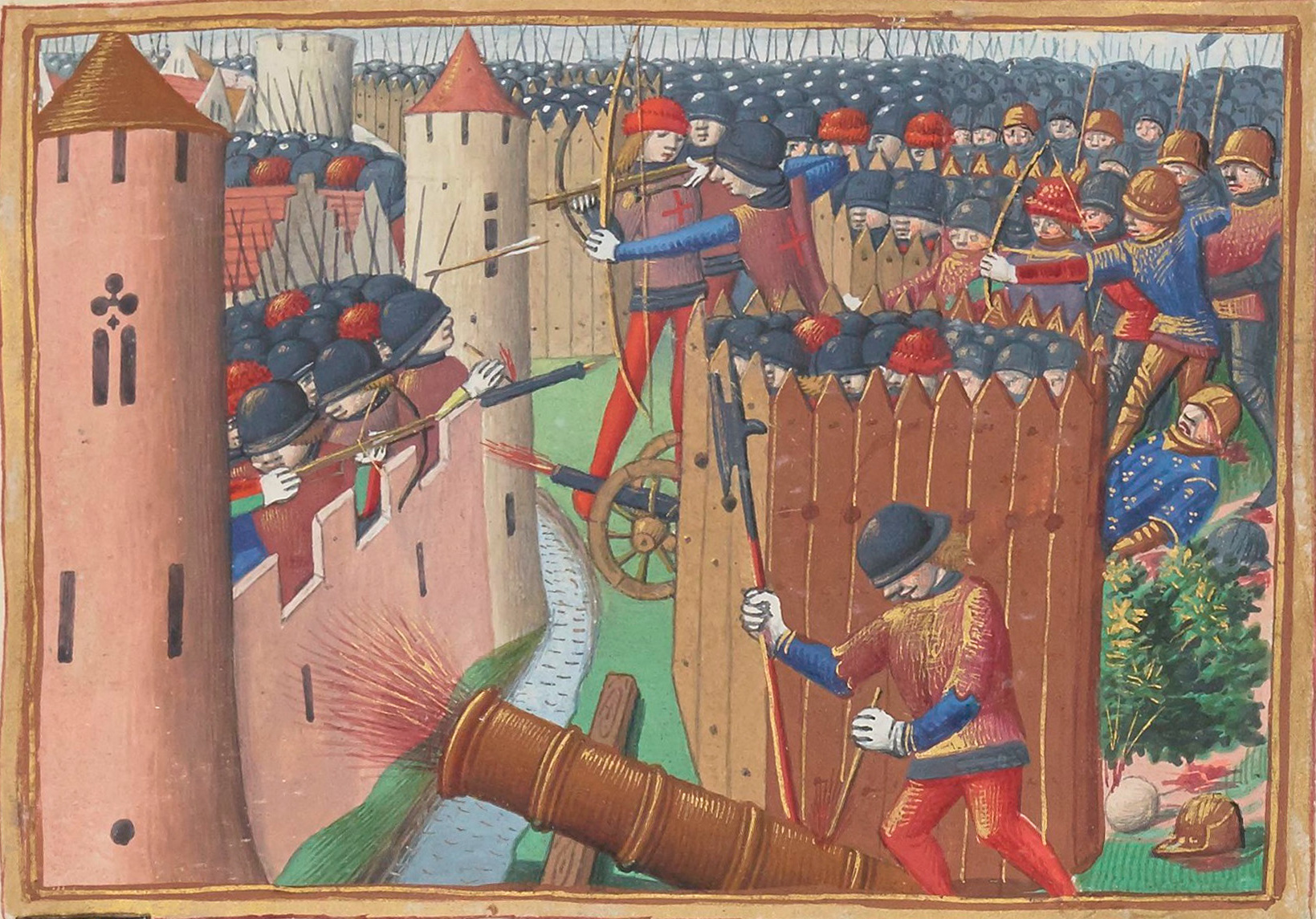
Облога Орлеана. Мініатюра з «Вігілії на смерть короля Карла VII», кінець XV століття.

Біографічні дані про Вільяма Гласдейла, доволі скудні і не чисельні, основні джерела французького походження в яких фігурує Гласдейл, це «Хроніка Діви», «Щоденник облоги Орлеана і мандрівка в Реймс» і "Щоденник паризького містянина", в них прізвище Гласдейл трансформовано в французький варіант — Класідас, Гласдас, Гласідас. Збереглася також так звана «Розписка Вільяма Гласдейла» — документ написаний ним особисто, в якому зазначено: 
| Хай буде відомо всім, що я, Гільом Гласдел — есквайр, бальї Алансона і капітан 30 списів а також стрільців зі складу 400 списів загону, новонабраного для служби монс [еньором]. Регентом Франції, герцогом Бедфордським, щоб разом з ним нести службу на благо короля нашого. При облозі Орлеана або в інших місцях де йому то буде завгодно.[2]. |
З цього повідомлення випливає те, що Гласдейл—зброєносець, відповідно це вказує, що йому в 1429 р. було близько 19-20 років, себто Гласдейл народився приблизно в 1409—1410 рр. (в середньовіччі зброєносцем могли бути особи з 14 до 21 року, але також потрібно зважати, що королівські зброєносці залишались в цій посаді все життя). В «Хрониці Діви» також зауважено, що Гласдйел відрізнявся великою сміливістю, а так само владністю і гординею. «Щоденник облоги Орлеана» містить подібні дані Гласідас, який був капітаном, вельми прославлений в ратній справі. Відомо також що у Вільяма Гласдейла був брат Вільям де Молен, котрий також брав активну участь в облозі Орлеана (в «Щоденнику облоги Орлеана» його ім'я записано на французький манер — Мулен фр. Moulins).

## Участь в облозі Орлеана
Судячи з джерела Гласдейл прибув під стіни Орлеана разом з Солсбері ще 12 жовтня 1428 р. Під час облоги Орлеана, коли англійські війська штурмом захопили 24 жовтня 1428 р. в неділю Турель, Томас Солсбері назначив Гласдейла комендантом оборони Турелі, ці функції він виконував до 6/7 травня 1429 р., коли Турель знову була відбита у англійців, французькими військами з Жанною д'Арк. За наказом Гласдейла Турель і побудовані перед нею фортифікаційні форти, було сильно укріплено, і оснащено гарматами різного калібру, з яких посилився обстріл Орлеана. "Щоденник облоги Орлеана" в записі від 8 листопада 1428 р. містить інформацію про чисельність загону Турелі, котрим командував Глсдейл — 500 чоловік.
Також відомо, що Гласдейл мало не загинув через гарматний постріл орлеанських канонірів, (багато дослідників вважають що цей постріл зробив видатний канонір Жан де Мотклерк) 24 жовтня 1428 р. в неділю, він разом з Томасом Солсбері з середини роздивлявся захоплену Турель, і в цей час, кам'яне ядро влучило в бійницю башти, і смертельно поранило Солсбері, Гласдейл не отримав жодних поранень.
Анонімний автор «Щоденника облоги Орлеана і мандрівки в Реймс» повідомляє, що під час першого офіційного перемир'я між командирами орлеанського гарнізону і командирами англійської обложної армії, в п'ятницю на Різдво, 25 грудня 1428 р., Гласдейл попросив у Жана де Дюнуа, і маршала Сент-Севера щоб ті наказали майстерним музикантам дути в труби і сурми: яке прохання було уважено; і ті грали чудові мелодії протягом досить довгого часу.
Відомо, що Гласдейл захопив в полон герольдів Жанни д'Арк яких відправили в Турель з повідомлянням від Жанни здати позиції. Англійці знущалися і обіцяли спалити їх. 30 квітня 1429 р. в суботу вечором, Жанна особисто підходить до Турелі закликає англійців піти геть, рятуючи тим свої життя. Але Гласідас і перебуваючи з ним відповідали їй зухвало, і ображали її, називаючи коровницею, як то було і раніше, і голосно кричали, що спалять її, якщо вона потрапить до них в руки. 1 травня 1428 р. в неділю Гласдейл знову почав відповідати на чергові заклики Жанни образами.

Хрест встановлений в Орлеані на місці, де розміщалася фортеця Турель

## Загибель
Дата смерті Вільяма Гласдейла, також не однозначна, в «Хроніці Діви» вказується дата штурма Турелі 7 травня, відповідно цього дня загинув і Гласдейл, але «Щоденник облоги Орлеана і мандрівка в Реймс» містить дату 6 травня 1429 року, в цей час у суботу, Жанна після провалених спроб дипломатичного врегулювання конфлікту з іншими командирами почала атаку на Турель. В ході довготривалого штурму, французам вдалося захопити Турель в середині якої вони перебили майже весь англійський гарнізон (залишили лише 200 полонених дворянського походження щоб отримати за них викуп) котрим командував Гласдейл, він рятуючись від смерті з іншими капітанами, (котрі з залишками військ були передислоковані в Турель, з захоплених кількома тижнями раніше французами англійських фортів Сен-Лу, Сен-Пуер і святого Августина), вибіг на дерев'яний настил моста (одну арку моста англійці зруйнували ще в день захоплення Турелі у французів в цілях безпеки, тому над нею було надбудовано дерев'яний настил) відповідно цей «міст» не витримав ваги великої кількості багатьох лицарів, котрі були в повному військовому споряджені, і рухнул в воду Луари. Гласдейл не зміг виплисти через вагу своїх обладунків. Далі після смерті Гласдейла, «Щоденник паризького містянина» повідомляє, що тіло цього капітана виловили з води і [далі] його [розрізали на чотири частини, зварили в окропі, і забрали] в Сен-Меррі, де він залишався ще VIII або X днів в каплиці що біля складу, вдень і вночі поруч з його тілом горіли чотири свічки або факела, а потім відправили звідки він був родом, щоб поховати. Подібна практика була дуже розповсюдженою в середньовіччі, тіло загиблого воїна розрізали на декілька частин та виварювали в окропі, таким чином плоть відділялась від кісток, які в спеціальному футлярі перевозили на батьківщину загиблого, все інше хоронили на місці.

## В сучасній культурі
- Вільям Гласдейл представлений в фільмі Люка Бессона — Жанна д'Арк (1999)

### Першоджерела
- Quitance de Guillaume Glasdal (в кн. Gilliot Christophe. Orléans 1429: Siège de jour le jour. — Orléans: Bayeux: Heimdal, 2008. — 80 p. — ISBN 978-2-84048-253-6)
- Chronique de la Pucelle // L'histoire complète de Jeanne d'Arc, t. III / J.-B.-J. Ayroles. — 1897. — P. 61—66.(фр.)
- Tuetey A. Journal d'un bourgeois de Paris, 1405—1449. — Paris, 1881.—460 p.
- Journal de Siège d`Orléans et du Voyage de Reims // La vraie Jeanne d'Arc - La libératrice, t.III / J.-B.-J. Ayroles. — 1896. — P. 110.(фр.)
- Enguerrand de Monstrelet. Chronique / translate Thomas Johnes. — W. Smith, 1840. — Vol. 1. — 640 p. (англ.)

### Дослідження
- Бёрн А. Битва при Азенкуре. История Столетней войны с 1369 по 1453 год. — Москва : Центрполиграф, 2004. — 352 p. — ISBN 5-9524-1263-7.
- Gilliot Christophe. Orléans 1429: Siège de jour le jour. — Orléans : Bayeux : Heimdal, 2008. — 80 p. — ISBN 978-2-8404-8253-6.
- David Nicolle, Graham Turner. Orleans 1429: France turns the tide. — Osprey Publishing, 2001. — 96 с. — ISBN 9781841762326.
- Kelly de Vries. Joan of Arc: a Military Leader. — Sutton Publishing, 1999.
- Régine Pernoud, Marie-Véronique Clin. Joan of Arc: Her Story. — New York : St. Martin’s Press, 1998.